# Чемпіонат Європи з художньої гімнастики 2024
40-й чемпіонат Європи з художньої гімнастики, що відбувся в Будапешті, Угорщина, з 22 травня по 26 травня 2024 року, став останнім кваліфікаційним турніром на Літні Олімпійські ігри в Парижі, Франція, для європейських гімнасток.
За результатами кваліфікаційного раунду абсолютної першості володаркою останньої особистої ліцензії на Олімпійські ігри в Парижі стала кіпріотська гімнастка Вера Туголукова.
За результатами групової першості ліцензію на Олімпійські ігри в Парижі здобула команда Азербайджану.
Через вторгнення росії в Україну 24 лютого 2022 року, в тому числі з території Білорусі, художні гімнастки збірних росії та Білорусі до змагань не допущені.

## Медальний залік
| Місце  | Країна      | Золото | Срібло | Бронза | Загалом |
| ------ | ----------- | ------ | ------ | ------ | ------- |
| 1      | Болгарія    | 4      | 2      | 3      | 9       |
| 2      | Румунія     | 4      | 0      | 0      | 4       |
| 3      | Італія      | 2      | 5      | 0      | 7       |
| 4      | Ізраїль     | 2      | 3      | 4      | 9       |
| 5      | Іспанія     | 1      | 1      | 1      | 3       |
| 6      | Німеччина   | 1      | 0      | 1      | 2       |
| 7      | Польща      | 0      | 1      | 1      | 2       |
| 8      | Словенія    | 0      | 1      | 0      | 1       |
| 8      | Угорщина    | 0      | 1      | 0      | 1       |
| 10     | Україна     | 0      | 0      | 2      | 2       |
| 11     | Азербайджан | 0      | 0      | 1      | 1       |
| 11     | Грузія      | 0      | 0      | 1      | 1       |
| Всього | Всього      | 14     | 14     | 14     | 42      |

## Медалісти
| Дисципліна                        | Золото | Срібло | Бронза |
| --------------------------------- | --- | --- | --- |
| Командна першість                 | Болгарія груповички Софія Іванова Камелія Петрова Рейчел Стоянов Маргарита Василева Магдалина Міневська лічниці Боряна Калейн Стіліана Ніколова Ельвіра Краснобаєва | Італія груповички Мартіна Центофанті Агнес Дуранті Алессія Мауреллі Даніела Могуріан Лаура Паріс Алессія Руссо лічниці Софія Раффаелі Мілена Балдассарі Тара Драгаш | Ізраїль груповички Шані Баканов Адар Фрідман Ромі Паріцькі Офір Шахам Діана Сверцов лічниці Даніела Муніц Дар'я Атаманов |
| Особиста першість                 | | | |
| Абсолютна першість                | Стіліана Ніколова (BUL) | Софія Раффаелі (ITA) | Дар'я Варфоломеєв (GER)                                                                                                  |
| Вправа з обручем                  | Боряна Калейн (BUL) | Стіліана Ніколова (BUL) | Таїсія Онофрійчук (UKR)                                                                                                  |
| Вправа з м'ячем                   | Софія Раффаелі (ITA) | Фанні Пігніцькі (HUN) | Даніела Муніц (ISR) |
| Вправа з булавами                 | Даніела Муніц (ISR) | Ліліана Левінська (POL) | Боряна Калейн (BUL) |
| Вправа зі стрічкою                | Дар'я Варфоломеєв (GER) | Софія Раффаелі (ITA) | Ельвіра Краснобаєва (BUL)                                                                                                |
| Групові вправи                    | | | |
| Групова першість                  | Болгарія Софія Іванова Камелія Петрова Рейчел Стоянов Маргарита Василева Магдалина Міневська                                                                        | Італія Мартіна Центофанті Агнес Дуранті Алессія Мауреллі Даніела Могуріан Лаура Паріс Алессія Руссо                                                                 | Іспанія Ана Арнау Камарена Інес Бергуа Навалес Мірея Мартінес Патрісія Перес Фос Сальма Солаун                           |
| Вправа з 5 обручами               | Італія Мартіна Центофанті Агнес Дуранті Алессія Мауреллі Даніела Могуріан Лаура Паріс Алессія Руссо                                                                 | Іспанія Ана Арнау Камарена Інес Бергуа Навалес Мірея Мартінес Патрісія Перес Фос Сальма Солаун                                                                      | Ізраїль Шані Баканов Адар Фрідман Ромі Паріцькі Офір Шахам Діана Сверцов                                                 |
| Вправа з 3 стрічками та 2 м'ячами | Іспанія Ана Арнау Камарена Інес Бергуа Навалес Мірея Мартінес Патрісія Перес Фос Сальма Солаун                                                                      | Ізраїль Шані Баканов Адар Фрідман Ромі Паріцькі Офір Шахам Діана Сверцов                                                                                            | Україна Кіра Ширикіна Діана Баєва Аліна Мельник Валерія Перемета Марія Височанська                                       |
| Юніорська першість                | | | |
| Командна першість                 | Румунія Амалія Ліка Ліса Гарач | Ізраїль Альона Таль Франко Мейтал Маян Симкін | Азербайджан Говхар Ібрагімова Ілаха Багадірова Фідан Гурбанлі Шамс Агахусейнова                                          |
| Вправа з обручем                  | Амалія Ліка (ROU) | Альона Таль Франко (ISR) | Олівія Маслов (POL) |
| Вправа з м'ячем                   | Мейтал Маян Симкін (ISR) | Анна Пієргентілі (ITA) | Магдалена Валкова (BUL)                                                                                                  |
| Вправа з булавами                 | Амалія Ліка (ROU) | Аля Поніквар (SLO) | Альона Таль Франко (ISR)                                                                                                 |
| Вправа зі стрічкою                | Амалія Ліка (ROU) | Дара Малінова (BUL) | Барбар Каджая (GEO) |

## Командна першість
Команда складається з 2-3 лічниць, кожна з яких має взяти участь хоча б в одному виді програми, та однієї групи. В кожному виді бере участь лиш дві представниці команди. Результат командної першості визначається сумою 8 оцінок лічниць та двох оцінок груп.

### Командні змагання
| Місце | Команда         | Сума    |
| ----- | --------------- | ------- |
| 1     | Болгарія        | 343,150 |
| 2     | Італія          | 338,550 |
| 3     | Ізраїль         | 334,500 |
| 4     | Німеччина       | 333,500 |
| 5     | Іспанія         | 327,050 |
| 6     | Угорщина        | 321,700 |
| 7     | Польща          | 320,200 |
| 8     | Україна         | 319,900 |
| 9     | Азербайджан     | 311,750 |
| 10    | Франція         | 302,650 |
| 11    | Туреччина       | 297,900 |
| 12    | Греція          | 288,200 |
| 13    | Румунія         | 287,800 |
| 14    | Фінляндія       | 281,700 |
| 15    | Грузія          | 279,950 |
| 16    | Португалія      | 273,600 |
| 17    | Норвегія        | 270,650 |
| 18    | Велика Британія | 267,250 |
| 19    | Сербія          | 258,750 |

## Особиста першість

### Абсолютна першість
24 фіналістки абсолютної першості визначаються за сумою трьох найкращих оцінок в кваліфікації.
За результатами кваліфікаційного раунду абсолютної першості володаркою останньої особистої ліцензії на Олімпійські ігри в Парижі стала кіпріотська гімнастка Вера Туголукова.
| Місце | Гімнастка                | Обруч  | М'яч   | Булави | Стрічка | Сума    |
| ----- | ------------------------ | ------ | ------ | ------ | ------- | ------- |
| 1     | Стіліана Ніколова (BUL)  | 35,700 | 37,200 | 36,050 | 34,800  | 143,750 |
| 2     | Софія Раффаелі (ITA)     | 36,300 | 35,500 | 34,000 | 33,950  | 139,750 |
| 3     | Дар'я Варфоломеєв (GER)  | 35,500 | 36,600 | 35,100 | 31,250  | 138,450 |
| 4     | Боряна Калейн (BUL)      | 34,150 | 33,300 | 34,300 | 33,800  | 135,550 |
| 5     | Даніела Муніц (ISR)      | 34,600 | 33,900 | 33,300 | 32,500  | 134,300 |
| 6     | Мілена Балдассаррі (ITA) | 34,750 | 33,300 | 33,150 | 32,800  | 134,000 |
| 7     | Маргарита Колосов (GER)  | 33,500 | 34,200 | 33,300 | 32,400  | 133,400 |
| 8     | Фанні Пігніцькі (HUN)    | 32,850 | 34,700 | 31,950 | 32,500  | 132,000 |
| 9     | Таїсія Онофрійчук (UKR)  | 31,150 | 33,700 | 33,700 | 33,000  | 131,550 |
| 10    | Ліліана Левінська (POL)  | 34,350 | 31,850 | 32,600 | 32,000  | 130,800 |
| 11    | Катерина Веденеєва (SLO) | 33,450 | 33,650 | 31,800 | 31,100  | 130,000 |
| 12    | Анна Панна Вейснер (HUN) | 33,700 | 32,150 | 32,350 | 30,850  | 129,050 |
| 13    | Поліна Березіна (ESP)    | 34,400 | 33,400 | 30,350 | 31,100  | 128,950 |
| 14    | Альба Баутиста (ESP)     | 32,500 | 33,450 | 30,900 | 32,050  | 128,900 |
| 15    | Хелен Карбанов (FRA)     | 33,400 | 33,450 | 30,850 | 31,050  | 128,750 |
| 16    | Вера Туголукова (CYP)    | 31,700 | 32,900 | 32,400 | 31,550  | 128,550 |
| 17    | Зохра Агхамірова (AZE)   | 32,500 | 32,750 | 31,600 | 30,600  | 127,450 |
| 18    | Емілія Хенкель (POL)     | 33,650 | 30,650 | 31,400 | 30,750  | 126,450 |
| 19    | Дар'я Атаманов (ISR)     | 35,750 | 29,700 | 29,600 | 30,650  | 125,700 |
| 20    | Гатік Гокче Емір (TUR)   | 28,100 | 32,350 | 31,400 | 29,450  | 121,300 |
| 21    | Анналіза Драган (ROU)    | 30,550 | 28,900 | 32,400 | 29,200  | 121,050 |
| 22    | Анастасія Рогожина (FIN) | 30,800 | 30,400 | 30,800 | 28,900  | 120,900 |
| 23    | Анетт Вахер (EST)        | 29,350 | 29,550 | 30,350 | 30,500  | 119,750 |
| 24    | Марія Августл (CYP)      | 29,850 | 28,300 | 28,050 | 26,750  | 112,950 |

### Вправа з обручем
| Місце | Гімнастка                | Складність | Виконання | Артистизм | Штраф  | Сума   |
| ----- | ------------------------ | ---------- | --------- | --------- | ------ | ------ |
| 1     | Боряна Калейн (BUL)      | 18,5       | 8,300     | 8,500     | -0,050 | 35,250 |
| 2     | Стіліана Ніколова (BUL)  | 18,1       | 8,400     | 8,450     |        | 34,950 |
| 3     | Таїсія Онофрійчук (UKR)  | 19,1       | 7,700     | 8,100     |        | 34,900 |
| 4     | Альба Баутиста (ESP)     | 18,1       | 8,250     | 8,250     |        | 34,600 |
| 5     | Катерина Веденеєва (SLO) | 16,8       | 8,150     | 8,250     |        | 33,200 |
| 6     | Даніела Муніц (ISR)      | 16,3       | 8,150     | 8,100     |        | 32,550 |
| 7     | Дар'я Атаманов (ISR)     | 16,1       | 7,200     | 8,050     |        | 31,350 |
| 8     | Софія Раффаелі (ITA)     | 16,7       | 6,550     | 7,800     | -0,600 | 30,450 |

### Вправа з м'ячем
| Місце | Гімнастка               | Складність | Виконання | Артистизм | Штраф | Сума   |
| ----- | ----------------------- | ---------- | --------- | --------- | ----- | ------ |
| 1     | Софія Раффаелі (ITA)    | 18,4       | 8,450     | 8,500     |       | 35,350 |
| 2     | Фанні Пігніцькі (HUN)   | 18,4       | 8,150     | 8,300     |       | 34,850 |
| 3     | Даніела Муніц (ISR)     | 17,6       | 8,400     | 8,250     |       | 34,250 |
| 4     | Дар'я Варфоломеєв (GER) | 17,8       | 7,850     | 8,350     |       | 34,000 |
| 5     | Стіліана Ніколова (BUL) | 16,9       | 8,200     | 8,450     |       | 33,550 |
| 6     | Альба Баутиста (ESP)    | 16,9       | 8,200     | 8,450     |       | 33,550 |
| 7     | Вера Туголукова (CYP)   | 16,7       | 7,850     | 8,200     |       | 32,750 |
| 8     | Таїсія Онофрійчук (UKR) | 16,6       | 7,200     | 8,000     |       | 31,800 |

### Вправа з булавами
| Місце | Гімнастка                 | Складність | Виконання | Артистизм | Штраф  | Сума   |
| ----- | ------------------------- | ---------- | --------- | --------- | ------ | ------ |
| 1     | Даніела Муніц (ISR)       | 17,1       | 8,150     | 8,150     |        | 33,400 |
| 2     | Ліліана Левінська (POL)   | 16,2       | 8,200     | 8,550     |        | 32,950 |
| 3     | Боряна Калейн (BUL)       | 16,6       | 8,000     | 8,300     |        | 32,900 |
| 4     | Вера Туголукова (CYP)     | 16,7       | 7,650     | 7,950     |        | 32,300 |
| 5     | Мілена Балдассарі (ITA)   | 16,2       | 7,800     | 8,200     |        | 32,200 |
| 6     | Софія Раффаелі (ITA)      | 16,0       | 7,500     | 8,250     |        | 31,750 |
| 7     | Ельвіра Краснобаєва (BUL) | 16,0       | 7,350     | 7,850     | -0,300 | 30,900 |
| 8     | Маргарита Колосов (GER)   | 15,5       | 7,150     | 7,900     |        | 30,550 |

### Вправа зі стрічкою
| Місце | Гімнастка                 | Складність | Виконання | Артистизм | Штраф | Сума   |
| ----- | ------------------------- | ---------- | --------- | --------- | ----- | ------ |
| 1     | Дар'я Варфоломеєв (GER)   | 17,3       | 8,600     | 8,500     |       | 34,400 |
| 2     | Софія Раффаелі (ITA)      | 17,1       | 8,350     | 8,500     |       | 33,950 |
| 3     | Ельвіра Краснобаєва (BUL) | 16,8       | 8,350     | 8,550     |       | 33,700 |
| 4     | Стіліана Ніколова (BUL)   | 16,6       | 8,400     | 8,500     |       | 33,500 |
| 5     | Фанні Пігніцькі (HUN)     | 16,8       | 8,050     | 8,300     |       | 33,150 |
| 6     | Таїсія Онофрійчук (UKR)   | 16,5       | 8,200     | 8,350     |       | 33,050 |
| 7     | Альба Баутиста (ESP)      | 15,2       | 7,450     | 8,000     |       | 30,650 |
| 8     | Дар'я Атаманов (ISR)      | 14,1       | 7,600     | 8,200     |       | 29,900 |

## Групові вправи

### Групова першість
За результатами групової першості ліцензію на Олімпійські ігри в Парижі здобула команда Азербайджану.
| Місце | Команда         | 5 обручами | 3 стрічками та 2 м'ячами | Сума   |
| ----- | --------------- | ---------- | ------------------------ | ------ |
| 1     | Болгарія        | 39,150     | 34,850                   | 74,000 |
| 2     | Італія          | 38,900     | 32,300                   | 71,200 |
| 3     | Іспанія         | 36,750     | 34,450                   | 71,200 |
| 4     | Азербайджан     | 37,050     | 33,150                   | 70,200 |
| 5     | Ізраїль         | 38,150     | 31,900                   | 70,050 |
| 6     | Україна         | 35,750     | 33,500                   | 69,250 |
| 7     | Німеччина       | 35,800     | 32,200                   | 68,000 |
| 8     | Польща          | 35,300     | 32,600                   | 67,900 |
| 9     | Угорщина        | 33,250     | 31,200                   | 64,450 |
| 10    | Греція          | 34,600     | 29,800                   | 64,400 |
| 11    | Франція         | 36,450     | 27,550                   | 64,000 |
| 12    | Туреччина       | 33,100     | 28,550                   | 61,650 |
| 13    | Португалія      | 27,050     | 26,200                   | 53,250 |
| 14    | Грузія          | 29,400     | 23,000                   | 52,400 |
| 15    | Румунія         | 24,400     | 25,800                   | 50,200 |
| 16    | Фінляндія       | 26,600     | 20,050                   | 46,650 |
| 17    | Сербія          | 25,900     | 18,750                   | 44,650 |
| 18    | Норвегія        | 23,250     | 20,450                   | 43,700 |
| 19    | Велика Британія | 23,900     | 18,300                   | 42,200 |

### Вправа з 5 обручами
| Місце | Команда     | Складність | Виконання | Артистизм | Штраф | Сума   |
| ----- | ----------- | ---------- | --------- | --------- | ----- | ------ |
| 1     | Італія      | 22,5       | 8,200     | 8,650     |       | 39,350 |
| 2     | Іспанія     | 22,3       | 8,000     | 8,450     |       | 38,750 |
| 3     | Ізраїль     | 21,8       | 8,350     | 8,500     |       | 38,650 |
| 4     | Болгарія    | 21,3       | 8,050     | 8,600     |       | 37,950 |
| 5     | Україна     | 21,5       | 8,100     | 8,250     |       | 37,850 |
| 6     | Азербайджан | 20,4       | 7,900     | 8,300     |       | 36,600 |
| 7     | Німеччина   | 20,5       | 7,650     | 7,950     |       | 35,750 |
| 8     | Франція     | 20,2       | 6,700     | 7,950     |       | 34,850 |

### Вправа з 3 стрічками та 2 м'ячами
| Місце | Команда     | Складність | Виконання | Артистизм | Штраф  | Сума   |
| ----- | ----------- | ---------- | --------- | --------- | ------ | ------ |
| 1     | Іспанія     | 18,8       | 7,650     | 8,250     |        | 34,700 |
| 2     | Ізраїль     | 18,7       | 7,500     | 8,350     | -0,050 | 34,500 |
| 3     | Україна     | 18,4       | 7,200     | 8,300     |        | 33,900 |
| 4     | Азербайджан | 17,4       | 7,650     | 8,300     |        | 33,350 |
| 5     | Польща      | 17,4       | 7,050     | 8,000     | -0,300 | 32,150 |
| 6     | Німеччина   | 17,3       | 6,900     | 7,950     |        | 31,150 |
| 7     | Італія      | 16,9       | 7,150     | 8,050     |        | 32,100 |
| 8     | Болгарія    | 16,1       | 5,500     | 7,600     | -0,600 | 28,600 |

## Юніорська першість

### Командні змагання
Команда складається з 2-4 лічниць, по одній представниці в кожному виді програми. Результат командної першості визначається сумою 4 оцінок лічниць.
| Місце | Команда     | Сума    |
| ----- | ----------- | ------- |
| 1     | Румунія     | 125,100 |
| 2     | Ізраїль     | 123,750 |
| 3     | Азербайджан | 117,400 |
| 4     | Болгарія    | 117,300 |
| 5     | Італія      | 113,750 |
| 6     | Естонія     | 113,350 |
| 7     | Угорщина    | 113,200 |
| 8     | Словенія    | 113,050 |
| 9     | Польща      | 111,800 |
| 10    | Туреччина   | 110,450 |
| 11    | Україна     | 110,150 |
| 12    | Німеччина   | 109,300 |
| 13    | Кіпр        | 109,250 |
| 14    | Франція     | 107,850 |
| 15    | Іспанія     | 106,650 |
| 16    | Литва       | 105,950 |
| 17    | Фінляндія   | 105,950 |
| 18    | Молдова     | 105,800 |
| 19    | Грузія      | 104,900 |
| 20    | Латвія      | 103,250 |

### Вправа з обручем
| Місце | Гімнастка                | Складність | Виконання | Артистизм | Штраф | Сума   |
| ----- | ------------------------ | ---------- | --------- | --------- | ----- | ------ |
| 1     | Амалія Ліка (ROU)        | 16,3       | 8,200     | 8,350     |       | 32,850 |
| 2     | Альона Таль Франко (ISR) | 16,3       | 8,200     | 8,250     |       | 32,750 |
| 3     | Олівія Маслов (POL)      | 16,1       | 8,000     | 8,150     |       | 32,250 |
| 4     | Дара Малінова (BUL)      | 15,1       | 8,200     | 8,000     |       | 31,300 |
| 5     | Говхар Ібрагімова (AZE)  | 14,4       | 8,150     | 7,850     |       | 30,400 |
| 6     | Таїсія Редька (UKR)      | 14,7       | 7,900     | 7,600     |       | 30,200 |
| 7     | Еліс Лебедева (LAT)      | 14,2       | 7,900     | 7.900     |       | 30,000 |
| 8     | Елена Вукмір (HUN)       | 12,9       | 7,500     | 7,500     |       | 27,900 |

### Вправа з м'ячем
| Місце | Гімнастка                | Складність | Виконання | Артистизм | Штраф  | Сума   |
| ----- | ------------------------ | ---------- | --------- | --------- | ------ | ------ |
| 1     | Мейтал Маян Симкін (ISR) | 16,7       | 8,300     | 8,550     |        | 33,550 |
| 2     | Анна Пієргентілі (ITA)   | 14,7       | 8,250     | 8,300     |        | 31,250 |
| 3     | Магдалена Валкова (BUL)  | 14,9       | 8,200     | 8,100     | -0,050 | 31,150 |
| 4     | Ілаха Багадірова (AZE)   | 14,2       | 8,100     | 8,200     |        | 30,500 |
| 5     | Ліса Гарач (ROU)         | 14,3       | 7,900     | 8,000     |        | 30,200 |
| 6     | Елена Вукмір (HUN)       | 13,9       | 8,000     | 8,000     |        | 29,900 |
| 7     | Аля Поніквар (SLO)       | 14,2       | 7,900     | 7,750     |        | 29,850 |
| 8     | Ейсан Атеш (TUR)         | 13,0       | 7,800     | 7,800     |        | 28,550 |

### Вправа з булавами
| Місце | Гімнастка                | Складність | Виконання | Артистизм | Штраф | Сума   |
| ----- | ------------------------ | ---------- | --------- | --------- | ----- | ------ |
| 1     | Амалія Ліка (ROU)        | 14,4       | 8,150     | 8,250     |       | 30,800 |
| 2     | Аля Поніквар (SLO)       | 14,6       | 7,950     | 8,000     |       | 30,550 |
| 3     | Альона Таль Франко (ISR) | 14,4       | 7,700     | 8,350     |       | 30,450 |
| 4     | Маргеріта Фуччі (ITA)    | 13,9       | 8,200     | 8,100     |       | 30,250 |
| 5     | Еліс Лебедева (LAT)      | 14,4       | 7,900     | 7,650     |       | 29,950 |
| 6     | Ксенія Соломон (UKR)     | 12,9       | 7,900     | 8,050     |       | 28,850 |
| 7     | Софія Яковлева (EST)     | 13,5       | 7,450     | 7,850     |       | 28,800 |
| 8     | Фідан Гурбанлі (AZE)     | 12,8       | 7,800     | 7,800     |       | 28,400 |

### Вправа зі стрічкою
| Місце | Гімнастка                | Складність | Виконання | Артистизм | Штраф | Сума   |
| ----- | ------------------------ | ---------- | --------- | --------- | ----- | ------ |
| 1     | Амалія Ліка (ROU)        | 14,5       | 8,200     | 8,250     |       | 30,950 |
| 2     | Дара Малінова (BUL)      | 13,3       | 8,200     | 8,10      |       | 29,600 |
| 3     | Барбар Каджая (GEO)      | 13,4       | 7,700     | 7,900     |       | 29,000 |
| 4     | Шамс Агахусейнова (AZE)  | 13,1       | 7,400     | 7,800     |       | 28,300 |
| 5     | Еліс Кретел Кук (EST)    | 12,7       | 7,500     | 7,650     |       | 27,850 |
| 6     | Ніколь Міскуте (LTU)     | 12,4       | 7,700     | 7,700     |       | 27,800 |
| 7     | Ксенія Жижич (POL)       | 11,1       | 7,750     | 7,700     |       | 26,550 |
| 8     | Мейтал Маян Симкін (ISR) | 11,2       | 6,400     | 7,650     |       | 25,250 |

## Результати кваліфікації збірної України
Лічниці —2
| Спортсменка         | Обруч            | Обруч       | М'яч                  | М'яч        | Булави           | Булави      | Стрічка          | Стрічка     | Разом       |
| ------------------- | ---------------- | ----------- | --------------------- | ----------- | ---------------- | ----------- | ---------------- | ----------- | ----------- |
| Спортсменка         | D E А Pen        | Сума        | D E А Pen             | Сума        | D E А Pen        | Сума        | D E А Pen        | Сума        | Разом       |
| Вікторія Онопрієнко | 16,9 8,100 8,450 | 33,450 (11) | 14,4 6,500 7,650 -0,3 | 28,250 (44) | 13,9 7,000 7,850 | 28,750 (37) | 14,8 7,000 7,750 | 28,950 (23) | 91,150 (26) |
| Таїсія Онофрійчук   | 17,9 8,100 8,300 | 34,300 (6)  | 17,8 8,000 7,950      | 33,750 (6)  | 15,3 6,850 7,700 | 29,850 (28) | 17,0 8,100 8,250 | 33,350 (2)  | 101,400 (4) |
| Анастасія Ікан      | запасна          | запасна     | запасна               | запасна     | запасна          | запасна     | запасна          | запасна     | запасна     |

Групові вправи- 5
| Спортсменки                                                                | 5 обручами       | 5 обручами | 3 стрічками та 2 м'ячами | 3 стрічками та 2 м'ячами | Разом      |
| -------------------------------------------------------------------------- | ---------------- | ---------- | ------------------------ | ------------------------ | ---------- |
| Спортсменки                                                                | D E А Pen        | Сума       | D E А Pen                | Сума                     | Разом      |
| Кіра Ширикіна Діана Баєва Аліна Мельник Валерія Перемета Марія Височанська | 20,3 7,300 8,150 | 35,750 (8) | 18,5 6,900 8,100         | 33,500 (3)               | 69,250 (6) |

Юніорки - 3
| Спортсменка        | Обруч            | Обруч      | М'яч                    | М'яч        | Булави           | Булави     | Стрічка                 | Стрічка     | Разом        |
| ------------------ | ---------------- | ---------- | ----------------------- | ----------- | ---------------- | ---------- | ----------------------- | ----------- | ------------ |
| Спортсменка        | D E А Pen        | Сума       | D E А Pen               | Сума        | D E А Pen        | Сума       | D E А Pen               | Сума        | Разом        |
| Таїсія Редька      | 14,2 7,900 7,950 | 30,050 (7) |                         |             |                  |            |                         |             | 110,150 (11) |
| Ксенія Соломон     |                  |            |                         |             | 12,5 8,000 8,100 | 28,600 (6) | 10,2 6,700 7,350 -0,300 | 23,950 (24) | 110,150 (11) |
| Маргарита Чулініна |                  |            | 13,2 7,500 7,750 -0,900 | 27,550 (12) |                  |            |                         |             | 110,150 (11) |
| Дарія Овейчик      | запасна          | запасна    | запасна                 | запасна     | запасна          | запасна    | запасна                 | запасна     |              |